# Accent aigu
Het accent aigu, Latijn: acutus, scherp, in de drukkerij kort met kuut aangeduid, is een diakritisch teken in de vorm van een streepje boven een letter dat van linksonder naar rechtsboven wijst.

## Nederlands
Het teken wordt in het Nederlands op de letter e geplaatst als deze lang uitgesproken moet worden of op een of meer klinkers als de klemtoon op de betrokken lettergreep valt.
Enkele voorbeelden zijn: café, René, hé!, vóórkomen. Wanneer het streepje andersom staat (zoals bij crème) praten we over het accent grave. Het accent grave wordt vaak verkeerd gebruikt; er wordt bijvoorbeeld vaak 'èn' geschreven als men 'én' bedoelt. Sinds de spellingwijziging van 1995 wordt vrijwel uitsluitend het accent aigu gebruikt ter benadrukking; het gaat hier namelijk niet om de uitspraak, maar om het benadrukken van een woord. Voor 1996 werd het accent grave ook wel gebruikt om korte lettergrepen te benadrukken. Een uitzondering op het gebruik van het accent aigu is bijvoorbeeld de geschreven uitspraak van verbazing ‘Hè?’ die zich onderscheidt van de uitroep ‘Hé!’ Deze laatste geeft wel aan dat het moet worden uitgesproken als ‘hee’. De reden dat hier een accent grave gebruikt wordt, is dat deze dient om het verschil aan te geven tussen de twee woorden en het dus wel degelijk om de uitspraak gaat.
Het accent aigu wordt in het Nederlands ook wel ad hoc gebruikt bij aanduiden van de klemtoon, zoals in vóórkomen versus voorkómen en in achterúítgang versus áchteruitgang.

## Andere talen
- In het Westerlauwers Fries wordt de ú (u met accent aigu) gebruikt om de klank [y]? in een gesloten lettergreep weer te geven (tút [tyt]? = kus). In een paar woorden wordt een accent aigu op een e geplaatst om aan te geven dat die de klemtoon draagt (mandélich = medeplichtig).
- In het Afrikaans wordt het accent aigu meestal gebruikt om een woord te benadrukken, zoals in kóúd, móói, báie, maar ook soms ad hoc (niet verplicht) bij aanduiden van de klemtoon, zoals nóú ("nu") vs. nou ("nauw"). Bij twee woorden is het verplicht om het accent aigu te gebruiken om betekenisverschillen aan te tonen: ná ("na") vs. na ("naar"), dié ("deze/dit") vs. die ("de/het"). Verder komt het accent aigu alleen in leenwoorden voor.[2]
- In het Frans wordt het accent aigu alleen gebruikt op de e en onderscheidt é [e]? in gesloten lettergrepen van è [ɛ]?, ê, en e [ə]? (sjwa). Soms wordt het ook in open lettergrepen aangetroffen.
- In het Spaans geeft het accentteken de klemtoon aan. Het moet worden gebruikt als de klemtoon afwijkt van de standaardregel.
- In het Latijnse, Griekse en Cyrillische schrift wordt het gebruikt om klemtoon aan te geven of om de basisklank, zonder accent, te veranderen.
- In het Iers wordt de síneadh fada gebruikt om het verschil tussen lange en korte klinkers aan te geven. Het Schots-Gaelisch gebruikt hiervoor het accent grave.
- In het Welsh wordt het accent aigu gebruikt om een afwijkende klemtoon aan te geven. Deze valt normaal gesproken op de voorlaatste lettergreep. Voorbeeld: caniatáu (toestaan) heeft de klemtoon op de laatste lettergreep.
- Het Hanyu pinyin voor het Mandarijn, gebruikt om het Mandarijn in Latijnse schrift om te zetten, gebruikt het accent aigu om de tweede toon, de stijgende toon, mee aan te geven.

## Hongaars
- Dubbel accent aigu, gebruikt in het Hongaars bij Őő en Űű